# Wilhelm Martens (Richter)
Wilhelm Adolf Erich Martens (* 2. Juli 1889 in Konstanz; † 31. Dezember 1974 in Karlsruhe) war ein deutscher Jurist. Er war der erste Präsident des Oberlandesgerichts Karlsruhe nach dem Zweiten Weltkrieg.

## Leben
Martens war Sohn des Historikers und Gymnasialdirektors Wilhelm Martens (1858–1935) und wuchs in einem liberal-konservativen Umfeld in Konstanz auf, wo er das Heinrich-Suso-Gymnasium besuchte mit dem Abitur 1907. Anschließend war er 1907/08 Einjährig-Freiwilliger beim Infanterie-Regiment 114. Nach einem Jurastudium in Genf und Heidelberg von 1909 bis 1912, das durch historische und philosophische Studien ergänzt wurde, legte er 1912 das Erste Staatsexamen ab. Der darauffolgende Vorbereitungsdienst wurde durch den Ersten Weltkrieg von 1914 bis 1918 lange unterbrochen. Er wurde mehrfach verwundet, erhielt das Eiserne Kreuz 1. Klasse und erreichte schließlich den Rang eines Infanterieoberleutnants. 1920 legte er das Zweite Juristische Staatsexamen ab und arbeitete danach bei den Justizbehörden in Freiburg im Breisgau. 1928 war er Amtsgerichtsrat in Pforzheim und 1928 bis 1930 Rechtsanwalt in Freiburg. 1930 bis 1931 war er am Amtsgericht Offenburg zunächst als Amtsgerichtsrat, dann Landgerichtsrat. 1932 wurde er Erster Staatsanwalt in Offenburg.
Da Martens weiter zu seiner jüdischen Ehefrau hielt, wurde er von den Nationalsozialisten 1934 zum Landgerichtsrat in Mannheim herabgestuft und 1937 zudem an das Amtsgericht Mannheim versetzt als Amtsgerichtsrat. Zusammen mit anderen Mannheimer Richtern bildete er in dieser Zeit einen regimekritischen Gesprächskreis, der auch Kontakte zu dem Widerstand nahestehenden Durlacher Kreis um den Amtsgerichtsrat Gerhard Caemmerer pflegte. Trotz der Schwierigkeiten, die er im Verlauf des Krieges durch seine entschiedene Ablehnung des NS-Regimes hatte, gelang es ihm, gegen Kriegsende seine Ehefrau im Bodenseeraum vor der Verhaftung durch die Gestapo zu bewahren.
Nach Ende des Zweiten Weltkriegs beauftragte die US-amerikanische Militärregierung den politisch unbelasteten Richter als „Landesdirektor für Justiz“ mit dem Aufbau der Justiz in den Landgerichtsbezirken Mannheim, Heidelberg und Mosbach und ernannte ihn zum Präsidenten der Landgerichte Mannheim und Heidelberg. Im Dezember 1945 wurde er zum Vizepräsidenten des OLG Stuttgart (Nebenstelle Karlsruhe) und war damit ab 1946 ständiger Vertreter des württemberg-badischen Justizministers für die Region Nordbaden (Landesdirektor der Justiz). Martens machte vertriebene Juristen im Ausland ausfindig und lud sie förmlich zur Rückkehr nach Baden ein. Im April 1949 wurde er zum Präsidenten des Oberlandesgerichts Karlsruhe ernannt, das zunächst nur für Nordbaden und ab der Bildung des Landes Baden-Württemberg 1953 für ganz Baden zuständig war. Dieses Amt bekleidete er bis zu seiner Pensionierung Ende 1954.
Zur Verabschiedung wurde ihm das Große Bundesverdienstkreuz verliehen. Von der Ruprecht-Karls-Universität Heidelberg erhielt Martens 1955 für seine Verdienste um den Wiederaufbau der Rechtspflege in Baden die Ehrendoktorwürde, 1961 wurde er zum Ehrensenator ernannt. Seinen Ruhestand verbrachte er bis zu seinem Tod in Karlsruhe.